# Loggia dei Servi di Maria
Il Loggiato dei Servi di Maria, detto anche loggia dei Serviti, è un edificio storico di Firenze, situato in piazza Santissima Annunziata 3-4-5-6-7. Il complesso appare nell'elenco redatto nel 1901 dalla Direzione Generale delle Antichità e Belle Arti, quale edificio monumentale da considerare patrimonio artistico nazionale.

## Storia

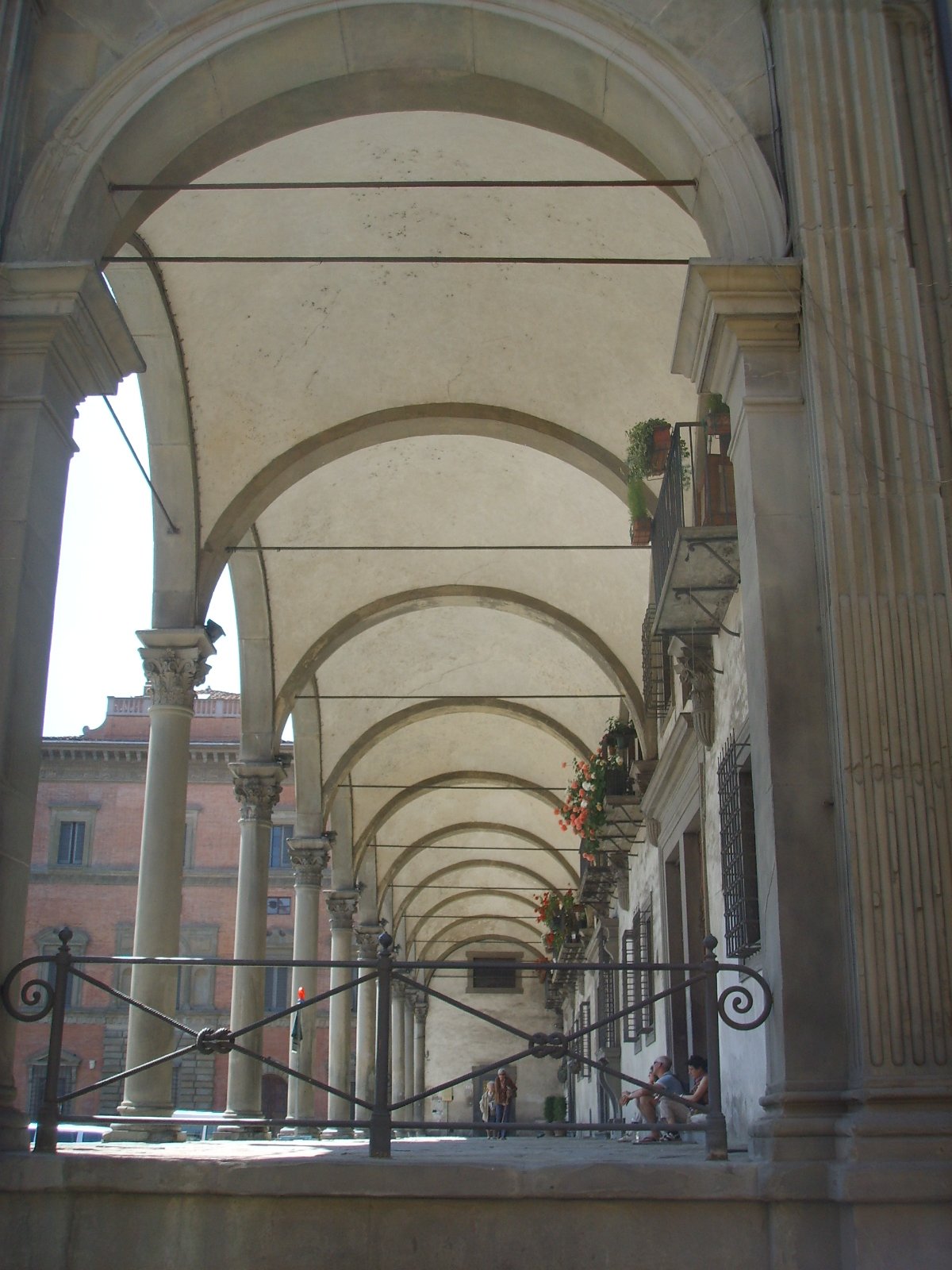
Le arcate

Il loggiato fu costruito tra il 1516 e il 1525 su progetto di Antonio da Sangallo il Vecchio e di Baccio d'Agnolo (quest'ultimo presente in cantiere solo fino al 1519), in sintonia con il disegno dell'antistante fabbrica realizzata un secolo prima da Filippo Brunelleschi per lo spedale degli Innocenti. Commissionato dall'ordine dei Servi di Maria legati alla basilica della Santissima Annunziata, aveva la funzione sia di elemento confacente a dare unitarietà alla piazza (secondo un'idea forse già formulata dallo stesso Brunelleschi) sia come portico a legare assieme una serie di case da appigionare secondo un criterio che vedeva ogni cellula abitativa corrispondere a una campata e mezza, così che a due cellule identiche e speculari ne coincidevano tre; "di conseguenza il loggiato non è solo un'aggiunta o una qualsiasi preesistenza avulsa dal sistema totale" (Andreatta-Quinterio).
Decisamente complessa la storia dell'erezione di queste case a schiera, speculari, con ingresso abbinato e corte centrale, dato che, come documentato dagli stessi Andreatta e Quinterio, al 1525, oramai decaduti dall'incarico sia Antonio da Sangallo sia Baccio d'Agnolo, della complessiva serie di otto case (e quindi anche del relativo piano superiore della loggia) ne risultavano costruite solo due, al 1574 tre (ma era stato concluso il piano superiore del loggiato), al 1578 quattro, al 1580 cinque, al 1614 sei, fino a giungere al 1720, data che segna la conclusione dei lavori, con le ultime tre arcate chiuse essendo stati destinati i lotti delle due case opposte alla basilica a ospitare la Compagnia di San Filippo Benizzi.
Nel corso del plurisecolare cantiere è documentata una fase nella quale risulta direttore dei lavori Filippo Baglioni, maestro architetto della Santissima Annunziata dal 1590. Alla metà dell'Ottocento il complesso fu acquistato dalla famiglia Budini Gattai e trasformato in appartamenti. Al 1915 è qui documentata l'esistenza al numero civico 3 di una Pensione Morandi.
Nel 1984 l'attività di suddetta pensione è stata rilevata direttamente da alcuni dei componenti della famiglia proprietaria, la quale ha dato inizio ad un restauro conservativo durato due anni (condotto su progetto dell'architetto Roberto Budini Gattai) che ha riportato alla luce le strutture cinquecentesche e settecentesche parzialmente alterate nel corso dei secoli. La struttura è attiva come albergo con la denominazione di Hotel Loggiato dei Serviti.
Si notino all'interno del loggiato i peducci, contrassegnati dalle S intrecciate proprie dell'Ordine dei Servi di Maria. 
Sotto il loggiato si trova anche una lapide con un decreto dei Signori Otto.
| LI · SS · OTTO · PROIBIS° · TVI · IGIVOCHI · IMODITIE ERAGVNATE · DIBARONI SOTTO · QE · LOGGIE · ESVLE SCALEE · PENA · {\displaystyle \mathbf {\nabla } } · 10 · E2 · TR ATTIDIFVNE · ECATTVRA ~ LIRE · N° 109 · 1613 ~ |

La trascrizione corrente è: «I Signori Otto proibiscono tutti i giochi, le immondizie e i raduni di gentiluomini (baroni) sotto queste logge e sulle scale, sotto pena di scudi 10, due tratti di fune e la cattura, ossia di lire 109. 1613». La lapide venne probabilmente aggiornata col cambio della nuova valuta da scudi (indicati con un triangolo rovesciato a forma appunto di scudo) a lire dopo il 1801.

## San Francesco Poverino

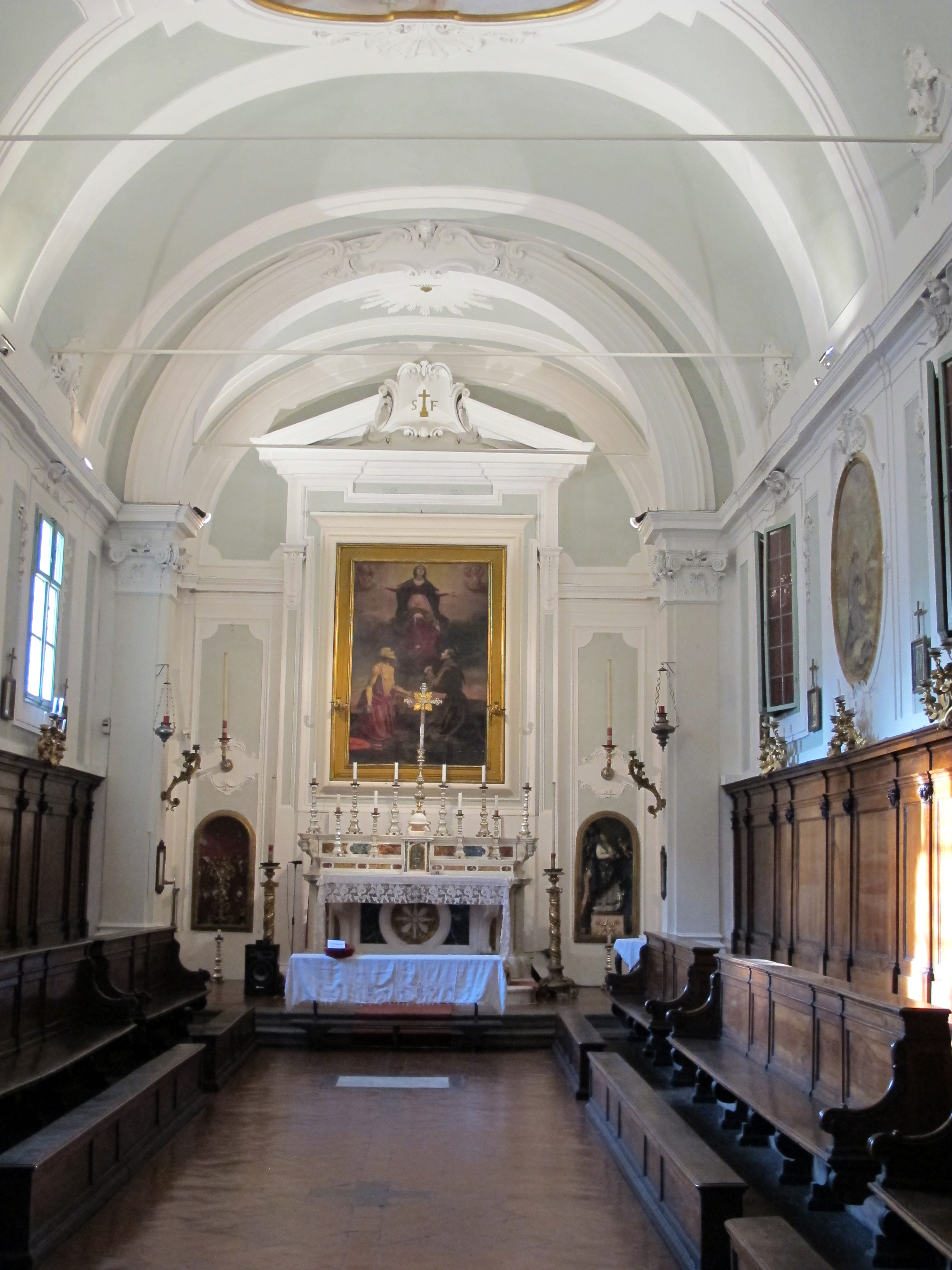
Interno dell'oratorio

Qui ha sede l'oratorio della Confraternita di San Girolamo e San Francesco Poverino in San Filippo Benizi. Edificato nel 1599 per la Compagnia di San Filippo Benizi, soppressa questa nel 1785 (il busto del santo compare sulla sommità del portale a destra, oggi tamponato). I locali furono allora occupati dalla confraternita di Santa Maria della Pietà detta buca di San Girolamo (trasferita dallo spedale di San Matteo), e, dal 1911, anche dalla Compagnia di San Francesco Poverino, il cui oratorio in via San Zanobi era andato distrutto nel 1844; la fusione dei due sodalizi dette vita alla "Venerabile confraternita di San Girolamo e San Francesco Poverino in San Filippo Benizi".
Numerose opere d'arte ed arredi appartenuti alle tre compagnie vi sono ancora conservati. Tra gli autori delle opere d'arte si segnalano il cosiddetto Pseudo-Pierfrancesco Fiorentino, Jacopo Vignali, Jacopo da Empoli, Baccio del Bianco, il Poppi (Francesco Morandini), l'Amigoli, il Parenti e vari "anonimi" del Cinque e del Seicento. Gli affreschi che ornano il soffitto e le pareti, rappresentanti San Filippo Benizi in gloria e i Sette Santi Fiorentini, sono di Gennaro Landi. 
L'oratorio possiede due crocifissi: il Crocifisso scolpito e dipinto da Andrea del Verrocchio, del 1475 circa, è in deposito temporaneo presso il Bargello, mentre  si venera ancora nell'oratorio come miracoloso un altro Crocifisso ligneo detto "lauretano" e "della buona morte", di squisita fattura, della seconda metà del XIV secolo, che qualche studioso avvicina ad una croce dell'Orcagna ed altri pone in ambito pisano. Il laborioso restauro ad opera di Lisa Venerosi Pesciolini, terminato nel maggio 2015, ha rivelato tutta l'eccezionale bellezza della scultura che, si spera, verrà ristudiata per pervenire ad un'attribuzione più sicura. Sulla cantoria in controfacciata vi è l'organo a canne, costruito da Luigi Tronci nel 1799-1800.
Affascinante, per la finezza del modellato e la tragicità del volto, è una scultura in terracotta del 1454, San Girolamo penitente, il cui termine di confronto più immediato è Andrea del Castagno, la cui Apparizione della Trinità a san Girolamo, che si trova nella basilica della Santissima Annunziata, è di poco successiva. Nell'oratorio viene ancor oggi officiata la messa secondo il rito romano antico in latino la domenica e le feste di precetto.